# Австрия на зимних Олимпийских играх 2010
Австрия на зимних Олимпийских играх 2010 была представлена 76 спортсменами в пяти видах спорта.
Австрийцы завоевали 17 медалей (4 золотые, 6 серебряных и 7 бронзовых) и заняли 9-е место в неофициальном командном зачёте. Австрия выступила значитлеьно слабее, чем на Играх 2006 года в Турине, когда завоевала 9 золотых медалей и стала третьей в неофициальном командном зачёт. На этот раз горнолыжники принесли Австрии только одно золото, тогда как на Играх 2006 года побед было 4.

## Медалисты

### Золото
| Золото |                                                                          |                                             |
| №      | Спортсмены                                                               | Вид спорта (дисциплина)                     |
| 1      | Вольфганг Лингер и Андреас Лингер                                        | Санный спорт (двойки)                       |
| 2      | Андреа Фишбахер                                                          | Горнолыжный спорт (супергигант)             |
| 3      | Вольфганг Лойцль, Андреас Кофлер, Томас Моргенштерн и Грегор Шлиренцауэр | Прыжки с трамплина (командные соревнования) |
| 4      | Бернхард Грубер, Давид Крайнер, Феликс Готтвальд и Марио Штехер          | Лыжное двоеборье (командные соревнования)   |

### Серебро
| Серебро |                                                                   |                                   |
| №       | Спортсмены                                                        | Вид спорта (дисциплина)           |
| 1       | Кристоф Зуман                                                     | Биатлон (преследование)           |
| 2       | Нина Райтмайер                                                    | Санный спорт (женщины)            |
| 3       | Андреас Матт                                                      | Фристайл (ски-кросс)              |
| 4       | Симон Эдер, Даниэль Мезотич, Доминик Ландертингер и Кристоф Зуман | Биатлон (эстафета)                |
| 5       | Марлис Шильд                                                      | Горнолыжный спорт (Слалом)        |
| 6       | Бенджамин Карл                                                    | Сноубординг (параллельный слалом) |

### Бронза
| Бронза |                    |                                           |
| №      | Спортсмены         | Вид спорта (дисциплина)                   |
| 1      | Грегор Шлиренцауэр | Прыжки с трамплина (нормальный трамплин)  |
| 2      | Элизабет Гёргль    | Горнолыжный спорт (скоростной спуск)      |
| 3      | Грегор Шлиренцауэр | Прыжки с трамплина (большой трамплин)     |
| 4      | Элизабет Гёргль    | Горнолыжный спорт (гигантский слалом)     |
| 5      | Бернхард Грубер    | Лыжное двоеборье (большой трамплин/10 км) |
| 6      | Марион Крайнер     | Сноуборд (параллельный слалом)            |
| 7      | Кристоф Зуман      | Биатлон (масс-старт)                      |

## Результаты соревнований

### Биатлон
Мужчины
| Соревнование         | Спортсмены                                                       | Стрельба    | Результат | Место |
| -------------------- | ---------------------------------------------------------------- | ----------- | --------- | ----- |
| Спринт               | Симон Эдер                                                       | 0+0         | 25:32,2   | 11    |
| Спринт               | Кристоф Зуман                                                    | 2+0         | 25:32,7   | 12    |
| Спринт               | Доминик Ландертингер                                             | 2+2         | 26:23,7   | 34    |
| Спринт               | Даниэль Мезотич                                                  | 1+1         | 26:45,3   | 45    |
| Гонка преследования  | Кристоф Зуман                                                    | 0+0+1+1     | 33:54,9   | 2     |
| Гонка преследования  | Симон Эдер                                                       | 0+0+2+1     | 34:09,4   | 4     |
| Гонка преследования  | Доминик Ландертингер                                             | 1+0+1+1     | 35:06,7   | 14    |
| Гонка преследования  | Даниэль Мезотич                                                  | 0+0+3+1     | 36:56,0   | 41    |
| Индивидуальная гонка | Симон Эдер                                                       | 1+1+0+0     | 49:41,7   | 6     |
| Индивидуальная гонка | Кристоф Зуман                                                    | 0+2+0+1     | 50:04,9   | 8     |
| Индивидуальная гонка | Даниэль Мезотич                                                  | 0+1+0+1     | 50:32,0   | 9     |
| Индивидуальная гонка | Доминик Ландертингер                                             | 0+2+1+1     | 52:00,8   | 23    |
| Масс-старт           | Кристоф Зуман                                                    | 0+1+0+0     | 36:01,6   | 4     |
| Масс-старт           | Даниэль Мезотич                                                  | 0+1+0+2     | 36:05,9   | 5     |
| Масс-старт           | Доминик Ландертингер                                             | 1+0+1+2     | 36:09,7   | 7     |
| Масс-старт           | Симон Эдер                                                       | 0+0+2+2     | 37:29,7   | 25    |
| Эстафета             | Симон Эдер, Даниэль Мезотич, Доминик Ландертингер, Кристоф Зуман | 01+03+01+13 | 1:22:16,7 | 2     |

### Бобслей

#### Бобслей
Спортсменов — 5
Мужчины
| Соревнование | Спортсмены                                                        | 1 заезд   | 1 заезд | 2 заезд   | 2 заезд | 3 заезд   | 3 заезд | 4 заезд   | 4 заезд | Итоговый результат | Итоговое место |
| Соревнование | Спортсмены                                                        | Результат | Место   | Результат | Место   | Результат | Место   | Результат | Место   | Итоговый результат | Итоговое место |
| ------------ | ----------------------------------------------------------------- | --------- | ------- | --------- | ------- | --------- | ------- | --------- | ------- | ------------------ | -------------- |
| Двойки       | Юрген Лоакер Кристиан Хакль                                       | 52,55     | 17      | 52,86     | 17      | 52,73     | 20      | 52,64     | 17      | 3:30,78            | 18             |
| Двойки       | Вольфганг Штампфер Юрген Майер                                    | DSQ       | —       | —         | —       | —         | —       | —         | —       | DSQ                | —              |
| Четвёрки     | Вольфганг Штампфер Кристиан Хакль Йоханнес Випплингер Юрген Майер | 53,64     | 24      | DNS       | —       | —         | —       | —         | —       | DNS                | —              |

#### Скелетон
| Соревнование | Спортсмены           | 1 заезд   | 1 заезд | 2 заезд   | 2 заезд | 3 заезд   | 3 заезд | 4 заезд   | 4 заезд | Итоговый результат | Итоговое место |
| Соревнование | Спортсмены           | Результат | Место   | Результат | Место   | Результат | Место   | Результат | Место   | Итоговый результат | Итоговое место |
| ------------ | -------------------- | --------- | ------- | --------- | ------- | --------- | ------- | --------- | ------- | ------------------ | -------------- |
| Мужчины      | Маттиас Гуггенбергер | 52,75     | 4       | 53,02     | 6       | 53,03     | 13      | 53,01     | 10      | 3:31,80            | 8              |

### Коньковые виды спорта

#### Конькобежный спорт
Женщины
| Соревнование | Спортсмены  | Результат | Место |
| ------------ | ----------- | --------- | ----- |
| 1500 метров  | Анна Рокита | 2:02,67   | 28    |
| 3000 метров  | Анна Рокита | 4:16,42   | 16    |

#### Фигурное катание
| Соревнование              | Спортсмены     | Короткая программа | Короткая программа | Произвольная программа | Произвольная программа | Всего     | Всего |
| Соревнование              | Спортсмены     | Результат          | Место              | Результат              | Место                  | Результат | Место |
| ------------------------- | -------------- | ------------------ | ------------------ | ---------------------- | ---------------------- | --------- | ----- |
| Мужское одиночное катание | Виктор Пфайфер | 60,88              | 23                 | 115,05                 | 20                     | 175,93    | 21    |
| Женское одиночное катание | Мириам Циглер  | 43,84              | 26                 | не прошла              | не прошла              | 43,84     | 26    |

#### Шорт-трек
Женщины
| Соревнование | Спортсмены      | Отборочный раунд | Отборочный раунд | Четвертьфинал | Четвертьфинал | Полуфинал | Полуфинал | Финал     | Финал     | Финал     | Итоговое место |
| Соревнование | Спортсмены      | Результат        | Место            | Результат     | Место         | Результат | Место     | Название  | Результат | Место     | Итоговое место |
| ------------ | --------------- | ---------------- | ---------------- | ------------- | ------------- | --------- | --------- | --------- | --------- | --------- | -------------- |
| 1000 метров  | Вероника Виндиш | 1:32,775         | 3                | не прошла     | не прошла     | не прошла | не прошла | не прошла | не прошла | не прошла | 22             |
| 1500 метров  | Вероника Виндиш |                  |                  | 2:24,440      | 5             | не прошла | не прошла | не прошла | не прошла | не прошла | 25             |

### Лыжные виды спорта

#### Горнолыжный спорт
| Соревнование      | Спортсмены         | Скоростной спуск/ 1 спуск | Слалом/ 2 спуск | Всего   | Место |
| ----------------- | ------------------ | ------------------------- | --------------- | ------- | ----- |
| Скоростной спуск  | Марио Шайбер       |                           |                 | 1:54,52 | 4     |
| Скоростной спуск  | Клаус Крёлль       |                           |                 | 1:54,87 | 9     |
| Скоростной спуск  | Михаэль Вальххофер |                           |                 | 1:54,88 | 10    |
| Скоростной спуск  | Ханс Груггер       |                           |                 | 1:55,81 | 22    |
| Суперкомбинация   | Бенджамин Райх     | 1:54,70                   | 51,43           | 2:46,13 | 6     |
| Суперкомбинация   | Георг Штрайтбергер | 1:55,55                   | DNS             | —       | —     |
| Суперкомбинация   | Ромед Бауман       | DNF                       | —               | —       | —     |
| Супергигант       | Бенджамин Райх     |                           |                 | 1:31,35 | 14    |
| Супергигант       | Георг Штрайтбергер |                           |                 | 1:31,49 | 17    |
| Супергигант       | Марио Шайбер       |                           |                 | 1:31,93 | 20    |
| Супергигант       | Михаэль Вальххофер |                           |                 | 1:32,00 | 21    |
| Гигантский слалом | Марсель Хиршер     | 1:17,48                   | 1:21,04         | 2:38,52 | 4     |
| Гигантский слалом | Ромед Бауман       | 1:17,29                   | 1:21,51         | 2:38,80 | 5     |
| Гигантский слалом | Бенджамин Райх     | 1:17,66                   | 1:21,17         | 2:38,83 | 6     |
| Гигантский слалом | Филипп Шёргхофер   | 1:18,37                   | 1:21,00         | 2:39,37 | 12    |
| Слалом            | Бенджамин Райх     | 48,33                     | 51,48           | 1:39,81 | 4     |
| Слалом            | Марсель Хиршер     | 48,92                     | 51,28           | 1:40,20 | 5     |
| Слалом            | Райнфрид Хербст    | 49,23                     | 51,55           | 1:40,78 | 10    |
| Слалом            | Манфред Прангер    | DNF                       | —               | —       | —     |

Женщины
| Соревнование      | Спортсмены         | Скоростной спуск/ 1 спуск | Слалом/ 2 спуск | Всего   | Место |
| ----------------- | ------------------ | ------------------------- | --------------- | ------- | ----- |
| Скоростной спуск  | Элизабет Гёргль    |                           |                 | 1:45,65 | 3     |
| Скоростной спуск  | Андреа Фишбахер    |                           |                 | 1:45,68 | 4     |
| Скоростной спуск  | Регина Мадер       |                           |                 | 1:47,53 | 14    |
| Скоростной спуск  | Анна Феннингер     |                           |                 | 1:49,95 | 25    |
| Суперкомбинация   | Катрин Цеттель     | 1:26,01                   | 44,49           | 2:10,19 | 4     |
| Суперкомбинация   | Михаэла Кирхгассер | 1:27,09                   | 44,26           | 2:11,35 | 9     |
| Суперкомбинация   | Анна Феннингер     | 1:27,19                   | 46,08           | 2:13,27 | 16    |
| Суперкомбинация   | Элизабет Гёргль    | 1:25,60                   | 47,98           | 2:13,58 | 18    |
| Супергигант       | Андреа Фишбахер    |                           |                 | 1:20,14 | 1     |
| Супергигант       | Элизабет Гёргль    |                           |                 | 1:21,14 | 5     |
| Супергигант       | Анна Феннингер     |                           |                 | 1:22,30 | 16    |
| Супергигант       | Николь Шмидхофер   |                           |                 | DNF     | —     |
| Гигантский слалом | Элизабет Гёргль    | 1:15,12                   | 1:12,13         | 2:27,25 | 3     |
| Гигантский слалом | Катрин Цеттель     | 1:15,28                   | 1:12,25         | 2:27,53 | 5     |
| Гигантский слалом | Эва-Мария Брем     | 1:15,38                   | 1:12,24         | 2:27,62 | 7     |
| Гигантский слалом | Михаэла Кирхгассер | 1:16,26                   | 1:12,14         | 2:28,40 | 15    |
| Слалом            | Марлис Шильд       | 51,40                     | 51,92           | 1:43,32 | 2     |
| Слалом            | Элизабет Гёргль    | 53,01                     | 51,96           | 1:44,97 | 7     |
| Слалом            | Катрин Цеттель     | 52,59                     | 53,00           | 1:45,59 | 13    |
| Слалом            | Михаэла Кирхгассер | 52,31                     | DNF             | —       | —     |

#### Лыжное двоеборье
| Соревнование        | Спортсмены                                                     | Прыжки с трамплина | Прыжки с трамплина | Лыжная гонка | Лыжная гонка | Место |
| Соревнование        | Спортсмены                                                     | Результат          | Место              | Гандикап     | Результат    | Место |
| ------------------- | -------------------------------------------------------------- | ------------------ | ------------------ | ------------ | ------------ | ----- |
| Нормальный трамплин | Марио Штехер                                                   | 122,5              | 7                  | +0:52        | 26:00,7      | 5     |
| Нормальный трамплин | Феликс Готтвальд                                               | 102,5              | 41                 | +2:12        | 26:32,2      | 14    |
| Нормальный трамплин | Давид Крайнер                                                  | 117,5              | 20                 | +1:12        | 26:36,5      | 15    |
| Нормальный трамплин | Кристоф Билер                                                  | 125,0              | 3                  | +0:42        | 27:14,0      | 25    |
| Большой трамплин    | Бернхард Грубер                                                | 127,0              | 1                  | 00:00        | 25:43,7      | 3     |
| Большой трамплин    | Марио Штехер                                                   | 109,8              | 10                 | +01:09       | 25:12,1      | 8     |
| Большой трамплин    | Кристоф Билер                                                  | 116,8              | 4                  | +00:41       | 25:40,7      | 10    |
| Большой трамплин    | Феликс Готтвальд                                               | 78,8               | 40                 | +03:13       | 24:29,4      | 17    |
| Эстафета            | Бернхард Грубер, Давид Крайнер, Феликс Готтвальд, Марио Штехер | 479,9              | 3                  | +00:36       | 48:55,6      | 1     |

#### Лыжные гонки
На Игры квалифицировались четыре лыжника.
Женщины
Дистанция
| Соревнование       | Спортсмены        | Результат | Место |
| ------------------ | ----------------- | --------- | ----- |
| Дуатлон 7,5+7,5 км | Катержина Смутная | 42:50,3   | 29    |
| Масс-старт 30 км   | Катержина Смутная | 1:37,51,3 | 33    |

Спринт
| Соревнование | Спортсмены        | Квалификация | Квалификация | Четвертьфинал | Четвертьфинал | Полуфинал | Полуфинал | Финал     | Финал     |
| Соревнование | Спортсмены        | Результат    | Место        | Результат     | Место         | Результат | Место     | Результат | Место     |
| ------------ | ----------------- | ------------ | ------------ | ------------- | ------------- | --------- | --------- | --------- | --------- |
| Спринт       | Катержина Смутная | 3:45,03      | 12           | 3:40,5        | 2             | 3:45,1    | 6         | не прошла | не прошла |

#### Прыжки на лыжах с трамплина
| Соревнование                  | Спортсмены                                                              | Квалификация | Квалификация | Финал     | Финал    | Финал     | Финал    | Финал  | Финал |
| Соревнование                  | Спортсмены                                                              | Результат    | Место        | 1 прыжок  | 1 прыжок | 2 прыжок  | 2 прыжок | Всего  | Место |
| Соревнование                  | Спортсмены                                                              | Результат    | Место        | Результат | Место    | Результат | Место    | Всего  | Место |
| ----------------------------- | ----------------------------------------------------------------------- | ------------ | ------------ | --------- | -------- | --------- | -------- | ------ | ----- |
| Нормальный трамплин           | Грегор Шлиренцауэр                                                      | —            | PQ           | 128,0     | 7        | 140,0     | 2        | 268,0  | 3     |
| Нормальный трамплин           | Томас Моргенштерн                                                       | —            | PQ           | 130,0     | 4        | 128,5     | 11       | 258,5  | 8     |
| Нормальный трамплин           | Вольфганг Лойцль                                                        | —            | PQ           | 124,5     | 12       | 130,5     | 9        | 255,0  | 11    |
| Нормальный трамплин           | Андреас Кофлер                                                          | —            | PQ           | 121,0     | 17       | 120,5     | 21       | 141,5  | 19    |
| Большой трамплин              | Грегор Шлиренцауэр                                                      | —            | PQ           | 125,4     | 5        | 136,8     | 2        | 262,2  | 3     |
| Большой трамплин              | Андреас Кофлер                                                          | —            | PQ           | 127,2     | 4        | 134,0     | 4        | 261,2  | 4     |
| Большой трамплин              | Томас Моргенштерн                                                       | —            | PQ           | 123,6     | 7        | 123,1     | 8        | 246,7  | 5     |
| Большой трамплин              | Вольфганг Лойцль                                                        | —            | PQ           | 124,1     | 6        | 106,2     | 22       | 230,3  | 10    |
| Большой трамплин среди команд | Вольфганг Лойцль, Андреас Кофлер, Томас Моргенштерн, Грегор Шлиренцауэр |              |              | 547,3     | 1        | 560,6     | 1        | 1107,9 | 1     |

#### Сноуборд
Бордеркросс
| Соревнование | Спортсмены      | Квалификация | Квалификация | 1/8 финала | Четвертьфинал | Полуфинал | Финал       | Место |
| Соревнование | Спортсмены      | Результат    | Место        | 1/8 финала | Четвертьфинал | Полуфинал | Финал       | Место |
| ------------ | --------------- | ------------ | ------------ | ---------- | ------------- | --------- | ----------- | ----- |
| Мужчины      | Лукас Грюнер    | 1:22,04      | 12           | 1          | 2             | 3         | 2 (финал B) | 6     |
| Мужчины      | Марио Фукс      | 1:20,53      | 5            | 2          | 1             | 4         | 3 (финал B) | 7     |
| Мужчины      | Маркус Шайрер   | 1:23,33      | 21           | 3          | не прошёл     | не прошёл | не прошёл   | 23    |
| Женщины      | Дорезия Крингс  | 1:29,0       | 10           |            | 3             | не прошла | не прошла   | 10    |
| Женщины      | Мария Рамбергер | 1:33,1       | 16           |            | 4             | не прошла | не прошла   | 16    |
| Женщины      | Мануэла Риглер  | DNS          | —            |            | не прошла     | не прошла | не прошла   | —     |

Параллельный гигантский слалом
| Соревнование | Спортсмены         | Квалификация | Квалификация | Квалификация | Квалификация | 1/8 финала                               | Четвертьфинал                            | Полуфинал                                       | Финал                                               | Место |
| Соревнование | Спортсмены         | 1 спуск      | 2 спуск      | Всего        | Место        | Соперник Результат                       | Соперник Результат                       | Соперник Результат                              | Соперник Результат                                  | Место |
| ------------ | ------------------ | ------------ | ------------ | ------------ | ------------ | ---------------------------------------- | ---------------------------------------- | ----------------------------------------------- | --------------------------------------------------- | ----- |
| Мужчины      | Бенджамин Карл     | 38,24        | 39,21        | 1:17,45      | 4            | Аарон Марк (ITA) выиграл; -2,27          | Жан Кошир (SLO) выиграл; DSQ             | Матьё Боццето (FRA) выиграл; -3,70              | Джейси-Джей Андерсон (CAN) проиграл; +0,35          | 2     |
| Мужчины      | Андреас Проммеггер | 37,64        | 38,85        | 1:16,49      | 1            | Крис Клаг (USA) проиграл; DSQ            | не прошёл                                | не прошёл                                       | не прошёл                                           | 9     |
| Мужчины      | Ингемар Вальдер    | 40,68        | DSQ          | —            | 29           | не прошёл                                | не прошёл                                | не прошёл                                       | не прошёл                                           | 29    |
| Мужчины      | Зигфрид Грабнер    | DNF          | —            | —            | —            | не прошёл                                | не прошёл                                | не прошёл                                       | не прошёл                                           | —     |
| Женщины      | Марион Крайнер     | 40,63        | 41,89        | 1:22,52      | 1            | Аннамари Чундак (UKR) выиграла; -2,29    | Анке Карштенс (GER) выиграла; -8,34      | Екатерина Илюхина (RUS) проиграла; +0,14        | За третье место Селина Йёрг (GER) выиграла; -2,29   | 3     |
| Женщины      | Ина Мешик          | 42,43        | 42,08        | 1:24,51      | 11           | Камиль де Фокомпре (FRA) выиграла; -4,88 | Селина Йёрг (GER) проиграла; +0,08       | За 5-7 места Клаудия Риглер (AUT) выиграла; DNF | За пятое место Анке Карштенс (GER) проиграла; +0,64 | 6     |
| Женщины      | Клаудия Риглер     | 41,08        | 42,66        | 1:23,74      | 7            | Томока Такэути (JPN) выиграла; -12,68    | Николин Сауэрбрей (NED) проиграла; +0,30 | За 5-7 места Ина Мешик (AUT) проиграла; DNF     | За седьмое место Амели Кобер (GER) выиграла; DNS    | 7     |
| Женщины      | Дорис Гюнтер       | 40,52        | 42,68        | 1:23,20      | 3            | Селина Йёрг (GER) проиграла; +0,41       | не прошла                                | не прошла                                       | не прошла                                           | 9     |

#### Фристайл
Могул
| Соревнование | Спортсмены        | Квалификация | Квалификация | Финал     | Финал |
| Соревнование | Спортсмены        | Результат    | Место        | Результат | Место |
| ------------ | ----------------- | ------------ | ------------ | --------- | ----- |
| Женщины      | Маргарита Марблер | 23,77        | 8            | 23,69     | 6     |

Ски-кросс
| Соревнование | Спортсмены        | Квалификация | Квалификация | 1/8 финала | Четвертьфинал | Полуфинал | Финал     |
| Соревнование | Спортсмены        | Результат    | Место        | 1/8 финала | Четвертьфинал | Полуфинал | Финал     |
| ------------ | ----------------- | ------------ | ------------ | ---------- | ------------- | --------- | --------- |
| Мужчины      | Андреас Матт      | 1:13,13      | 4            | 2          | 2             | 2         | 2         |
| Мужчины      | Маркус Виттнер    | 1:15,91      | 30           | 2          | 4             | не прошёл | не прошёл |
| Мужчины      | Томас Цангерль    | 1:13,44      | 6            | 3          | не прошёл     | не прошёл | не прошёл |
| Мужчины      | Патрик Коллер     | 1:15,22      | 28           | 4          | не прошёл     | не прошёл | не прошёл |
| Женщины      | Карин Хуттари     | 1:18,84      | 8            | 1          | 1             | 1         | 4         |
| Женщины      | Катрин Офнер      | 1:20,61      | 22           | 3          | не прошла     | не прошла | не прошла |
| Женщины      | Катарина Гутензон | 1:21,26      | 25           | 3          | не прошла     | не прошла | не прошла |
| Женщины      | Андреа Лимбахер   | 1:20,86      | 23           | 4          | не прошла     | не прошла | не прошла |

### Санный спорт
Мужчины
| Соревнование | Спортсмены                       | 1 заезд   | 1 заезд | 2 заезд   | 2 заезд | 3 заезд   | 3 заезд | 4 заезд   | 4 заезд | Итоговый результат | Итоговое место |
| Соревнование | Спортсмены                       | Результат | Место   | Результат | Место   | Результат | Место   | Результат | Место   | Итоговый результат | Итоговое место |
| ------------ | -------------------------------- | --------- | ------- | --------- | ------- | --------- | ------- | --------- | ------- | ------------------ | -------------- |
| Одиночки     | Даниэль Пфистер                  | 48,583    | 4       | 48,707    | 6       | 48,883    | 5       | 48,553    | 7       | 3:14,726           | 6              |
| Одиночки     | Вольфганг Киндль                 | 48,707    | 9       | 48,755    | 8       | 49,080    | 10      | 48,673    | 8       | 3:15,215           | 9              |
| Одиночки     | Мануэль Пфистер                  | 48,677    | 8       | 48,835    | 11      | 49,064    | 9       | 48,693    | 9       | 3:15,269           | 10             |
| Двойки       | Андреас Лингер, Вольфганг Лингер | 41,332 TR | 1       | 41,373    | 1       |           |         |           |         | 1:22,705           | 1              |
| Двойки       | Маркус Шигль, Тобиас Шигль       | 41,727    | 8       | 41,801    | 8       |           |         |           |         | 1:23,528           | 8              |

Женщины
| Соревнование | Спортсмены       | 1 заезд   | 1 заезд | 2 заезд   | 2 заезд | 3 заезд   | 3 заезд | 4 заезд   | 4 заезд | Итоговый результат | Итоговое место |
| Соревнование | Спортсмены       | Результат | Место   | Результат | Место   | Результат | Место   | Результат | Место   | Итоговый результат | Итоговое место |
| ------------ | ---------------- | --------- | ------- | --------- | ------- | --------- | ------- | --------- | ------- | ------------------ | -------------- |
| Одиночки     | Нина Райтмайер   | 41,728    | 1       | 41,563    | 2       | 41,884    | 3       | 41,839    | 2       | 2:47,014           | 2              |
| Одиночки     | Вероника Хальдер | 42,015    | 14      | 41,881    | 11      | 42,078    | 10      | 42,143    | 14      | 2:48,117           | 12             |